# Livonia (Indiana)
Pour les articles homonymes, voir Livonia.
Livonia est une municipalité située dans le comté de Washington, dans l’État de l'Indiana, aux États-Unis. Lors du recensement de 2020, elle compte 99 habitants.